# Stagioni degli Houston Texans
Questa è la lista delle stagioni sportive degli Houston Texans nella National Football League che documenta i risultati stagione per stagione dal 2002 ad oggi, compresi i risultati nei play-off.

## Risultati stagione per stagione
| Cronistoria degli Houston Texans | Cronistoria degli Houston Texans | Cronistoria degli Houston Texans | Cronistoria degli Houston Texans | Cronistoria degli Houston Texans | Cronistoria degli Houston Texans | Cronistoria degli Houston Texans | Cronistoria degli Houston Texans | Cronistoria degli Houston Texans | Cronistoria degli Houston Texans                                                                                 | Cronistoria degli Houston Texans                                                                  |                              |
| Stagione di lega                 | Stagione di squadra              | Lega                             | Conference                       | Division                         | Stagione regolare                | Stagione regolare                | Stagione regolare                | Stagione regolare                | Play-off | Premi individuali                                                                                 |                              |
| Stagione di lega                 | Stagione di squadra              | Lega                             | Conference                       | Division                         | Pos.                             | V                                | S                                | P                                | Play-off | Premi individuali                                                                                 |                              |
| -------------------------------- | -------------------------------- | -------------------------------- | -------------------------------- | -------------------------------- | -------------------------------- | -------------------------------- | -------------------------------- | -------------------------------- | --- | ------------------------------------------------------------------------------------------------- | ---------------------------- |
| 2002                             | 2002                             | NFL                              | AFC                              | South                            | 4                                | 4                                | 12                               | 0                                | non disputati | Inseriti nella AFC South                                                                          |                              |
| 2003                             | 2003                             | NFL                              | AFC                              | South                            | 4                                | 5                                | 11                               | 0                                | non disputati |                                                                                                   |                              |
| 2004                             | 2004                             | NFL                              | AFC                              | South                            | 3                                | 7                                | 9                                | 0                                | non disputati |                                                                                                   |                              |
| 2005                             | 2005                             | NFL                              | AFC                              | South                            | 4                                | 2                                | 14                               | 0                                | non disputati |                                                                                                   |                              |
| 2006                             | 2006                             | NFL                              | AFC                              | South                            | 4                                | 6                                | 10                               | 0                                | non disputati | DeMeco Ryans vince il premio miglior difensore rookie                                             |                              |
| 2007                             | 2007                             | NFL                              | AFC                              | South                            | 4                                | 8                                | 8                                | 0                                | non disputati |                                                                                                   |                              |
| 2008                             | 2008                             | NFL                              | AFC                              | South                            | 3                                | 8                                | 8                                | 0                                | non disputati |                                                                                                   |                              |
| 2009                             | 2009                             | NFL                              | AFC                              | South                            | 2                                | 9                                | 7                                | 0                                | non disputati | Brian Cushing vince il premio miglior difensore rookie e Matt Schaub vince il premio Pro Bowl MVP |                              |
| 2010                             | 2010                             | NFL                              | AFC                              | South                            | 3                                | 6                                | 10                               | 0                                | non disputati |                                                                                                   |                              |
| 2011                             | 2011                             | NFL                              | AFC                              | South                            | 1                                | 10                               | 6                                | 0                                | V Wild Card Game contro i Cincinnati Bengals (31-10) S Divisional play-off contro i Baltimore Ravens (13-20)     |                                                                                                   |                              |
| 2012                             | 2012                             | NFL                              | AFC                              | South                            | 1                                | 12                               | 4                                | 0                                | V Wild Card Game contro i Cincinnati Bengals (19-13) S Divisional play-off contro i New England Patriots (28-41) | J.J. Watt vince il premio miglior difensore dell'anno                                             |                              |
| 2013                             | 2013                             | NFL                              | AFC                              | South                            | 4                                | 2                                | 14                               | 0                                | non disputati |                                                                                                   |                              |
| 2014                             | 2014                             | NFL                              | AFC                              | South                            | 2                                | 9                                | 7                                | 0                                | non disputati | J.J. Watt vince il premio miglior difensore dell'anno e il premio Pro Bowl MVP                    |                              |
| 2015                             | 2015                             | NFL                              | AFC                              | South                            | 1                                | 9                                | 7                                | 0                                | S Wild Card Game contro i Kansas City Chiefs (0-30)                                                              | J.J. Watt vince il premio miglior difensore dell'anno                                             |                              |
| 2016                             | 2016                             | NFL                              | AFC                              | South                            | 1                                | 9                                | 7                                | 0                                | V Wild Card Game contro i Oakland Raiders (27-14) S Divisional play-off contro i New England Patriots (16-34)    |                                                                                                   |                              |
| 2017                             | 2017                             | NFL                              | AFC                              | South                            | 4                                | 4                                | 12                               | 0                                | non disputati |                                                                                                   |                              |
| 2018                             | 2018                             | NFL                              | AFC                              | South                            | 1                                | 11                               | 5                                | 0                                | S Wild Card Game contro i Indianapolis Colts (7–21)                                                              |                                                                                                   |                              |
| 2019                             | 2019                             | NFL                              | AFC                              | South                            | 1                                | 10                               | 6                                | 0                                | V Wild Card Game contro i Buffalo Bills (22-19 OT) S Divisional play-off contro i Kansas City Chiefs (31-51)     |                                                                                                   |                              |
| 2020                             | 2020                             | NFL                              | AFC                              | South                            | 3                                | 4                                | 12                               | 0                                | non disputati |                                                                                                   |                              |
| 2021                             | 2021                             | NFL                              | AFC                              | South                            | 3                                | 4                                | 13                               | 0                                | non disputati |                                                                                                   |                              |
| Totale                           | Totale                           | Totale                           | Totale                           | Totale                           | Totale                           | 131                              | 157                              | 0                                | Record di stagione regolare                                                                                      | Record di stagione regolare                                                                       | Record di stagione regolare  |
| Totale                           | Totale                           | Totale                           | Totale                           | Totale                           | Totale                           | 4                                | 6                                |                                  | Record dei play-off                                                                                              | Record dei play-off                                                                               | Record dei play-off          |
| Totale                           | Totale                           | Totale                           | Totale                           | Totale                           | Totale                           | 135                              | 163                              | 0                                | Stagione regolare e play-off                                                                                     | Stagione regolare e play-off                                                                      | Stagione regolare e play-off |

Legenda
- Vittoria nel Super Bowl (dal 1966)
- Vittoria nella lega (1920-1969)
- Vittoria nella Conference

- Vittoria nella Division
- Qualificazione al Wild Card Game (dal 1978)
- V = Vittorie

- S = Sconfitte
- P = Pareggi
- T = Posizione a pari merito

## Palmarès
|                  | Titoli | Anni                               |
| ---------------- | ------ | ---------------------------------- |
| Super Bowl       | 0      |                                    |
| AFC Championship | 0      |                                    |
| AFC South        | 6      | 2011, 2012, 2015, 2016, 2018, 2019 |